# Mój kraj (film)
Mój kraj (hindi स्वदेस Swades, dosł. „Ojczyzna") – bollywoodzki dramat filmowy z 2004 roku w reżyserii Ashutosha Gowarikera, twórcę nominowanego do Oscara filmu Lagaan (2001). W roli głównej wystąpił Shah Rukh Khan. Zdjęcia kręcono w centrum NASA na Florydzie oraz w wiosce Menawali w indyjskim stanie Maharasztra.
Tematem filmu jest przemiana duchowa i powrót do korzeni Hindusa od lat dostosowanego do życia w USA. Bohater, szukając swojego miejsca w społeczeństwie przy okazji zakochuje się.

## Fabuła
Mohan Bhagav (Shah Rukh Khan), Hindus żyjący w USA, ekspert od badań satelitarnych NASA czuje w swoim życiu pustkę. Jego rodzice nie żyją od wielu lat. Wyjeżdżając na studia do Ameryki pozostawił w Indiach piastunkę Kaveriammę, która się nim zajmowała, i która jest jedyną bliską mu osobą, jak matka lub babcia. Z czasem utracił z nią kontakt i teraz w rocznicę śmierci rodziców czuje się samotny i zagubiony. Przyjaciel doradza mu wyjazd do Indii podczas urlopu i odszukanie staruszki. Mohan chciałby Kaveriammę zabrać do USA, gdzie jest cenionym i dobrze opłacanym specjalistą i gdzie mógłby zapewnić jej dobre warunki życia. W Indiach Mohan nadal próbuje otaczać się komfortem, do którego przywykł w Ameryce nawet w wiosce, gdzie w końcu odnajduje nianię, która go wychowała po stracie rodziców. Zdecydowany jest wyrwać ją z Indii i sprowadzić do Ameryki, nie zdając sobie początkowo sprawy, że staruszka nawet z nim, ukochanym i latami wytęsknionym prawie synem, nie chce zostać częścią obcego jej świata i opuścić rodzinnej wioski. Mohan czekając, aż Kaveriamma zmieni decyzję, nie zauważa kiedy sam zaczyna stawać się częścią życia indyjskiej wioski. Także za sprawą pięknej Gity, niezależnie myślącej nauczycielki. Przedłużający się urlop zaczyna niepokoić jego amerykańskich zwierzchników. Potrzebują jego wiedzy i umiejętności do realizacji zadań związanych ze startem satelity meteorologicznego, mającego badać pogodę, by zapobiegać kataklizmom. Mohan należy do świata rozwiniętej technicznie cywilizacji, na potrzeby której się kształcił. Ale czy na pewno? Teraz wyjeżdża do Ameryki po to tylko by zakończyć, wywiązać się ze swojego zadania i wrócić do Indii. Już wie kim jest i gdzie jest jego miejsce. Chce swoją wiedzę i umiejętności wykorzystywać w walce z zacofaniem, biedą i ciemnością, dosłowną – dotycząca braku elektryczności, jak i przenośną – obejmującą stosunki społeczne, np. „niedotykalnych” w rodzinnych Indiach.

## Motywy społeczne
- Podczas oglądania filmu na świeżym powietrzu ekran dzieli społeczność wioski na dwie części. Po jednej ze stron siedzą dalitowie. Gdy z powodu braku prądu seans zostaje przerwany, włączając w swój taniec i śpiew dzieci, główny bohater znosi bariery dzielące ludzi, pomaga im zmieszać się ze sobą. Drugim miejscem włączania „niedotykalnych", zwanych przez Gandhiego harijanami („dziećmi bożymi") jest szkoła. Bohater zachęca, aby ich rodzice przysyłali swe dzieci do szkoły. W filmie nawiązano do rzadko przedstawianego w kinie bollywoodzkim, ale bardzo ważnego w społeczeństwie Indii problemu niedotykalnych. Inne filmy przedstawiające problem podziału Indii na kasty to m.in. Lajja, Banaras – A Mystic Love Story czy Rebeliant („Mangal Pandey”).

## Obsada
- Shah Rukh Khan – Mohan Bhargav
- Gayatri Joshi – debiut – .... Gita
- Kishori Balal – Kaveriamma, niania
- Lekh Tandon – Starzec Dadaji
- Rajesh Vivek – Nivaran, pracownik poczty
- Smit Sheth – Chikku

## Muzyka i piosenki
Muzykę do filmu stworzył A. R. Rahman znany tamilski kompozytor, twórca muzyki do takich filmów, jak Bombay, Kolorowa, Ogień, Dil Se, a w ostatnim czasie Lagaan i Rang De Basanti. On też napisał piosenki do filmu śpiewane przez takich wokalistów jak Udit Narayan, Alka Yagnik i inni:
- „Yun Hi Chala Chal”
- „Yeh Tara Who Tara”
- „Dekho Na”
- „Pal Pal Hai Bhaari”- śpiewa reżyser filmu Ashutosh Gowariker
- „Aahista Aahista”
- „Saanwariya Saanwariya”
- „Yeh Jo Des Hai Mera”- A.R. Rahman sam ją śpiewa

## Nagrody i nominacje

### Nagrody i nominacje do nagrody Filmfare
- nominacja dla najlepszego filmu
- nominacja dla najlepszego reżysera – Ashutosh Gowariker
- Nagroda Filmfare dla Najlepszego Aktora – Shah Rukh Khan
- Nagroda Filmfare za Najlepszą Muzykę – A. R. Rahman
- nominacja dla najlepszego tekstu piosenki – „Yeh Taara Woh Taara” dla Javed Akshara
- nominacja dla najlepszego wokalisty – Udit Narayan za piosenkę „Yeh Taara Woh Taara”
- nominacja dla najlepszej wokalistki – Alka Yagnik za piosenkę „Sanwariya Sanwariya”

### ZEE CINE Nagrody
- Nagroda Krytyków dla Najlepszego Reżysera – Ashutosh Gowariker
- nagroda za najlepszy debiut kobiecy – Gayatri Joshi
- nagroda za najlepszy tekst piosenki – „Yeh Taara Woh Taara” dla Javed Akshara